# Solanum cordovense
Solanum cordovense là loài thực vật có hoa trong họ Cà. Loài này được Sessé & Moc. miêu tả khoa học đầu tiên năm 1894.